# Nikolaus von Lyra

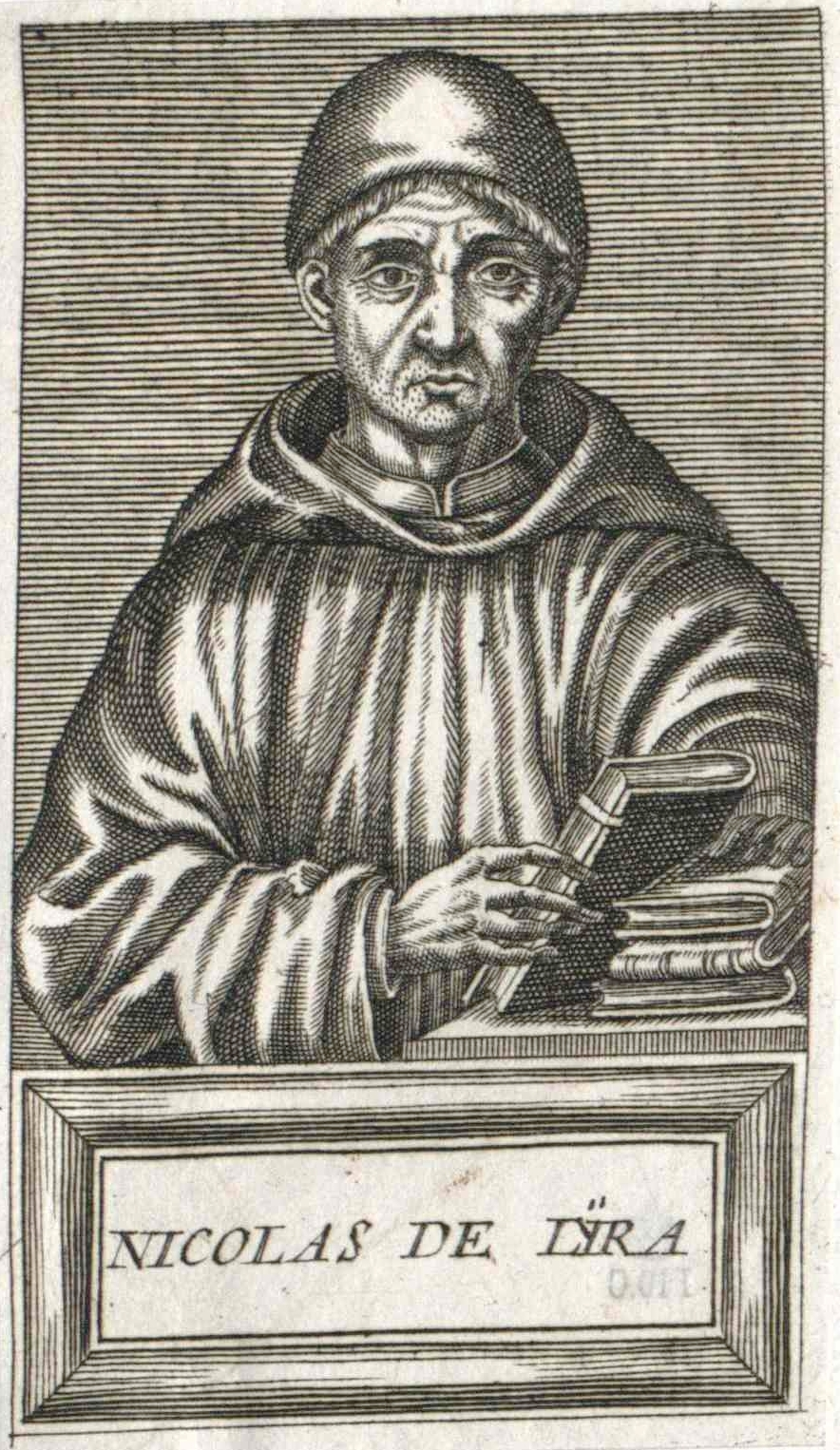
Nicolas de Lyra

Nikolaus von Lyra (* um 1270/75 in Lyra (Lyre, heute: La Neuve-Lyre) bei Évreux in der Normandie; † 1349 in Paris), Doctor planus et utilis, war ein biblischer Theologe des Mittelalters.

## Leben
Nikolaus trat um 1300 in den Franziskanerorden ein. Er studierte Theologie an der Universität von Paris, wo er in einer Urkunde von 1307 als Bakkalaureus bezeugt ist. 1319 wurde er Ordensprovinzial von Frankreich und 1326 von Burgund. Er starb am 23. Oktober 1349 im Franziskanerkonvent in Paris.
Wegen seiner hebräischen und rabbinischen Kenntnisse glaubte man, Nikolaus sei jüdischer Herkunft gewesen. Er schrieb seinen fortlaufenden Kommentar zur Bibel Postillae perpetuae zwischen 1322 und 1331. Mehr als dies sonst im Mittelalter der Fall war, ging es Nikolaus in seinem Kommentar um den Wortsinn (sensus litteralis). Dabei ging er insbesondere auf jüdische exegetische Traditionen ein, unter anderem auf Raschi. Im Druck erschien sein Bibelkommentar erstmals in fünf Bänden 1471 in Rom, dies war der erste gedruckte Bibelkommentar überhaupt. Zahlreiche weitere Ausgaben folgten. Auch Martin Luther benutzte Nikolaus von Lyras Bibelkommentar, siehe das schon zu seinen Lebzeiten verbreitete geflügelte Wort: „Si Lyra non lyrasset, Lutherus non saltasset“ („Hätte Lyra nicht gespielt, so hätte Luther nicht getanzt“).

## Werke
Der Postillae perpetuae wurde ab dem 15. Jahrhundert zusammen mit Kommentaren anderer Autoren sowie mit einer Übersetzung der Bibel in mehrbändigen Werksammlungen gedruckt.
- Biblia. Cum postillis Nicolai de Lyra et expositionibus Guillelmi Britonis in omnes prologos S. Hieronymi et additionibus Pauli Burgensis replicisque Matthiae Doering. Anton Koberger, Nürnberg 1485. Digitalisierte Ausgabe der Universitäts- und Landesbibliothek Düsseldorf
  - 1. Band
  - 2. Band
  - 3. Band
  - 4. Band

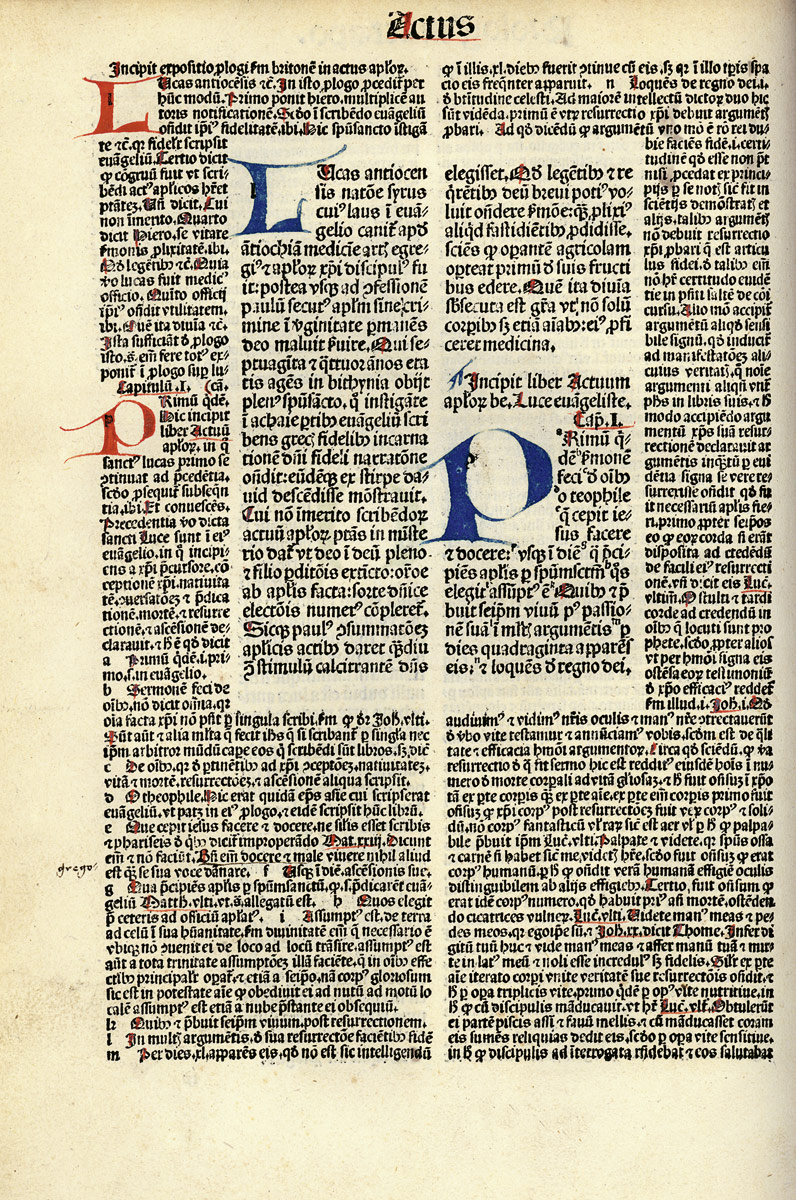
Seite aus der Biblia cum postillis Nicolai de Lyra, gedruckt in Straßburg 1492.
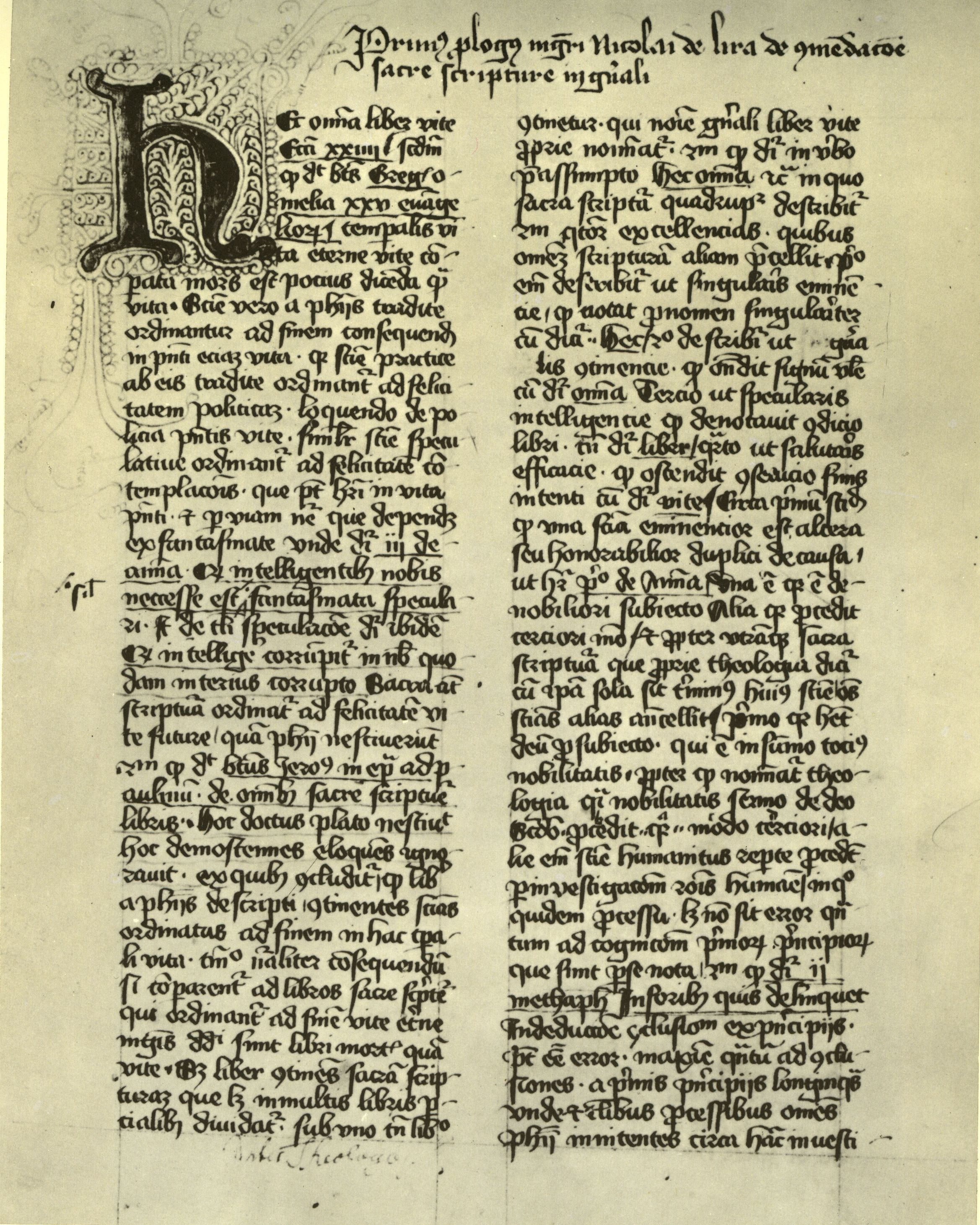
Nikolaus von Lyra, Postilla super Pentateuchum. Wien, Österreichische Nationalbibliothek, Cod. 1518, fol. 1r. Die Handschrift wurde im Jahr 1430 geschrieben.